# Parlamento di De Montfort
Il Parlamento di De Montfort era un Parlamento del Regno d'Inghilterra del 1265, creato su iniziativa di Simone V di Montfort, sesto Conte di Leicester, un leader dei baroni ribelli. Questa assemblea non ha avuto l'approvazione del re Enrico III, che regnava da 49 anni, e i membri si sono convocati senza l'approvazione reale, tuttavia la maggior parte degli studiosi ritiene che questa sia stata la prima riunione in Inghilterra che può essere chiamata un parlamento nel senso proprio della parola.

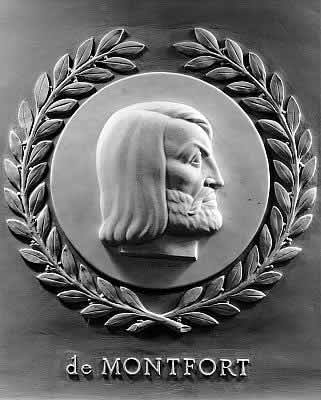
Effigie di Simone V di Montfort nella Camera dei Rappresentanti degli Stati Uniti

## Il Parlamento
L'esercito di Simon De Montfort si era scontrato con le forze reali nella Battaglia di Lewes il 14 maggio 1264 e le aveva sconfitte. I ribelli catturarono il Principe Edoardo, figlio del re ed erede al trono, e il successivo trattato ha portato a un Parlamento chiamato nel 1265 a concordare una Costituzione formulata da De Monfort.
De Montfort poi invia degli emissari per consultarsi coi cavalieri in ogni contea al fine di selezionare due cavalieri tra di loro, e così anche i borghesi e gli aldermanni dei borough, chiedendo a ciascuno di inviare due rappresentanti. Questo non è stato il primo raduno simile in Inghilterra, ma ciò che lo contraddistingue è che De Montfort ha preteso che i rappresentanti siano eletti, non nominati. I cavalieri che rappresentano contee o più, spesso non erano stati convocati ad alcun Parlamento precedente.
Questo è stato anche il primo parlamento in cui erano presenti sia i cavalieri (in rappresentanza delle contee) sia i borghesi (che rappresentavano i borghi, quartieri), ampliando così notevolmente la rappresentanza ai non-Parìa.
Il Parlamento de Montfort fu convocato (mandato a chiamare) per il 14 dicembre 1264 e a causa delle elezioni e delle comunicazioni e trasporti lenti si è riunito la prima volta il 20 gennaio 1265 nella Westminster Hall e fu sciolto il 15 febbraio 1265.
Re Enrico III ha sciolto e ripudiato il nuovo Parlamento e ripreso la sua guerra contro De Montfort, che venne ucciso in quello stesso anno nella battaglia di Evesham. Successivamente Enrico III ha convocato il suo parlamento in un campo nei pressi del Castello di Kenilworth, nel Warwickshire.

## Conseguenze
Dopo questo Parlamento ci volle del tempo ai cavalieri e borghesi per diventare una parte regolare della composizione del Parlamento. La successiva volta che furono convocati è stato per il primo Parlamento del re Edoardo I d'Inghilterra nel 1275. Il Parlamento modello del 1295 a volte è visto come l'inizio di una regolare frequenza da parte dei popolani, ma lo sviluppo istituzionale è stato graduale. La voce durata parlamenti inglesi prima del 1660 per le note di quali parlamenti hanno incluso gente comune, prima che diventassero una parte costante del Parlamento dal 1320.
Il diritto di voto alle elezioni parlamentari per le circoscrizioni delle contee inglesi si crede essere stato uniforme in tutto il paese, dalla prima elezione dei "cavalieri della Contea" (knights of the shire) di questo Parlamento. La maggior parte dei membri di questo e parlamenti futuri sono stati eletti dai singoli quartieri. L'elenco dei borough che avevano il diritto di eleggere un membro crebbe lentamente nel corso dei secoli a seconda come i monarchi hanno concesso più privilegi reali, ma l'ultimo privilegio è stato dato a Newark nel 1674.
Fino a quando la legislazione nel 1430 ha limitato le concessioni a tutti coloro che possedevano la piena proprietà dei terreni che pagavano un canone annuo di almeno 40 scellini (Proprietà dei Quaranta Scellini), Seymour ipotizza "è probabile che tutti liberi capifamiglia residenti abbiano votato e che la qualifica di parlamentare era, come quella che costrinse la presenza nei Tribunali di contea, solo un "resiance" o "qualifica di residenza". Poiché le donne non potevano possedere terra, sono state automaticamente escluse dal diritto di voto a livello di contea. Nei borough, i privilegi fondiari avevano diverse disposizioni.